# Roddickton
Roddickton est une ancienne communauté canadienne située sur l'île de Terre-Neuve dans la province de Terre-Neuve-et-Labrador. Elle a été réunie à Bide Arm pour former la ville de Roddickton-Bide Arm